# Bora Lüftungstechnik
Bora Lüftungstechnik GmbH (officiële spelling: BORA) is een Duitse fabrikant van inbouwkeukenapparatuur (kookveldafzuigsystemen en stoomovens). Het bedrijf telt anno 2023 circa 400 medewerkers verdeeld over vier locaties. Het hoofdkantoor van het bedrijf zetelt in Raubling in het zuiden van Duitsland.

## Geschiedenis
Grondlegger van het bedrijf is schrijnwerker (meubelmaker) en hobbykok Willi Bruckbauer. Hij vond een alternatief voor de bestaande en soms hinderlijk in de weg zittende afzuigkap en zijn uitvinding maakte het mogelijk dat de (kook)wasem niet omhoog stroomt maar van onderaf wordt weggezogen. De wasem vloeit als een valwind naar beneden en daarom koos hij de naam bora voor zijn afzuigsysteem waar hij in 2006 patent aanvroeg.
In 2007 begon hij zijn eigen bedrijf met drie werknemers, waarbij in eerste instantie zijn uitvinding en producten hun weg vonden in de professionele keukens. Later werd het afzuigsysteem ook geschikt gemaakt voor reguliere keukens in woningen.

## Producten
Het bedrijf produceert drie hoofdproducten: 
- kookveldafzuigsystemen waarbij gebruik wordt gemaakt van dwarsstroming om kookdamp naar beneden af te voeren. [6]
- flexibele ovens (stoomoven en bakoven ineen)
- koel- en vriessystemen

## Sponsoring
Het bedrijf werd in 2012 actief in de wielersponsoring en startte als subsponsor van de Duitse, ProContinentale wielerploeg NetApp. Drie jaar later, in 2015 en 2016 werd het bedrijf hoofdsponsor van deze wielerploeg.